# The Dolder Grand

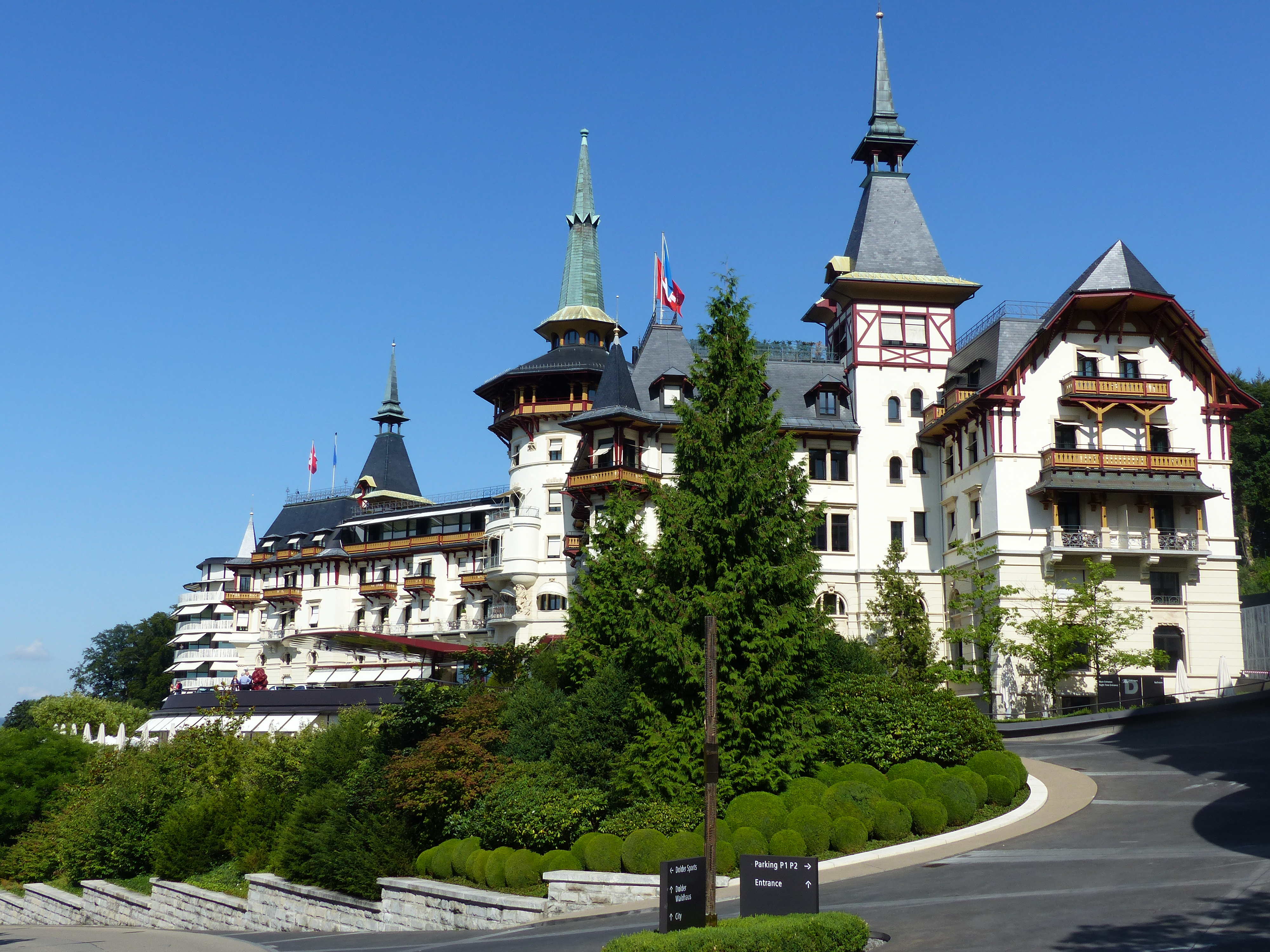
Aussenansicht des Hotels

The Dolder Grand (ehemals Dolder Grand Hotel) ist ein 5-Sterne-Hotel in Zürich-Hottingen am Dolder genannten Westhang des Adlisbergs. Es wurde 1899 unter dem Namen Grand Hotel Dolder gegründet. Das Hotel hat auf 40'000 m2 Fläche 175 Zimmer. Es zählt zu den Leading Hotels of the World.

## Geschichte

### Waldhaus Dolder

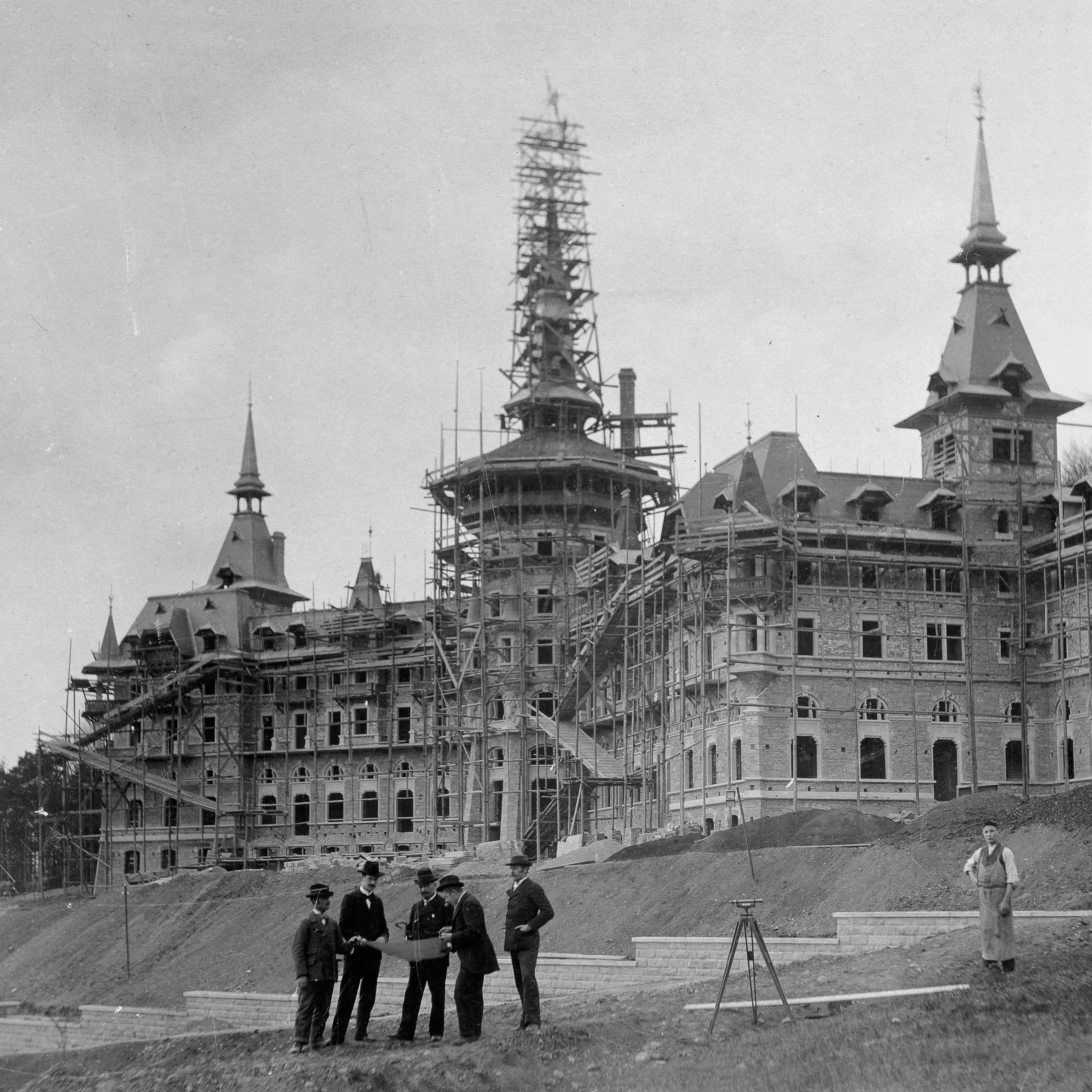
Dolder Grand im Bau – 1897

Die Geschichte des Hotels begann mit Heinrich Hürlimann (1841–1910), einem gelernten Küfer, Grundstückspekulant und Gastwirt. Nachdem er 1889 in Zürich ein Lokal zum Biergarten, später zum «Comödien- und Floratheater» und dann den bestehenden Bau abgerissen und zum Schauspielhaus umgebaut hatte, kaufte er am Zürichberg oberhalb der Stadt billige Grundstücke zusammen. Er plante ein Aussichts- und Kurhotel, erreichbar mit einer eigenen Drahtseilbahn, der Dolderbahn. Diese wurde im Sommer 1893 eingeweiht, und noch im gleichen Monat wurde das Restaurant «Waldhaus Dolder» eröffnet. Ab 1899 verband das Doldertram die Bergstation der Dolderbahn mit dem Hotel.
Der Basler Architekt Jacques Gros (1858–1922) hatte einem bergseitig massiven Gebäude einen mit Turm und Dachreitern verzierten Holzblockbau vorgelagert. Pächter war Hürlimann selber. Waldhaus und Bergbahn rentierten so gut, dass sich die von Hürlimann gegründete Aktiengesellschaft entschloss, weiterzubauen.
Das Waldhaus wurde 1972 gesprengt und bis 1975 ein neuer Hotelbau erstellt. Ein geplanter Neubau des Dolder Waldhaus ab 2016 wurde zunächst wegen eines Steuerstreits verschoben. Zwar kündigte die Dolder Hotel AG später an, das Projekt im Jahr 2021 zu realisieren, doch aufgrund finanzieller Unsicherheiten wurde es letztlich eingestellt. Statt eines Neubaus wird das Gelände seit 2024 für ein Wohnbauprojekt genutzt; das historische Gebäude bleibt dabei erhalten und wird in die künftige Nutzung integriert.

### Grand Hotel Dolder

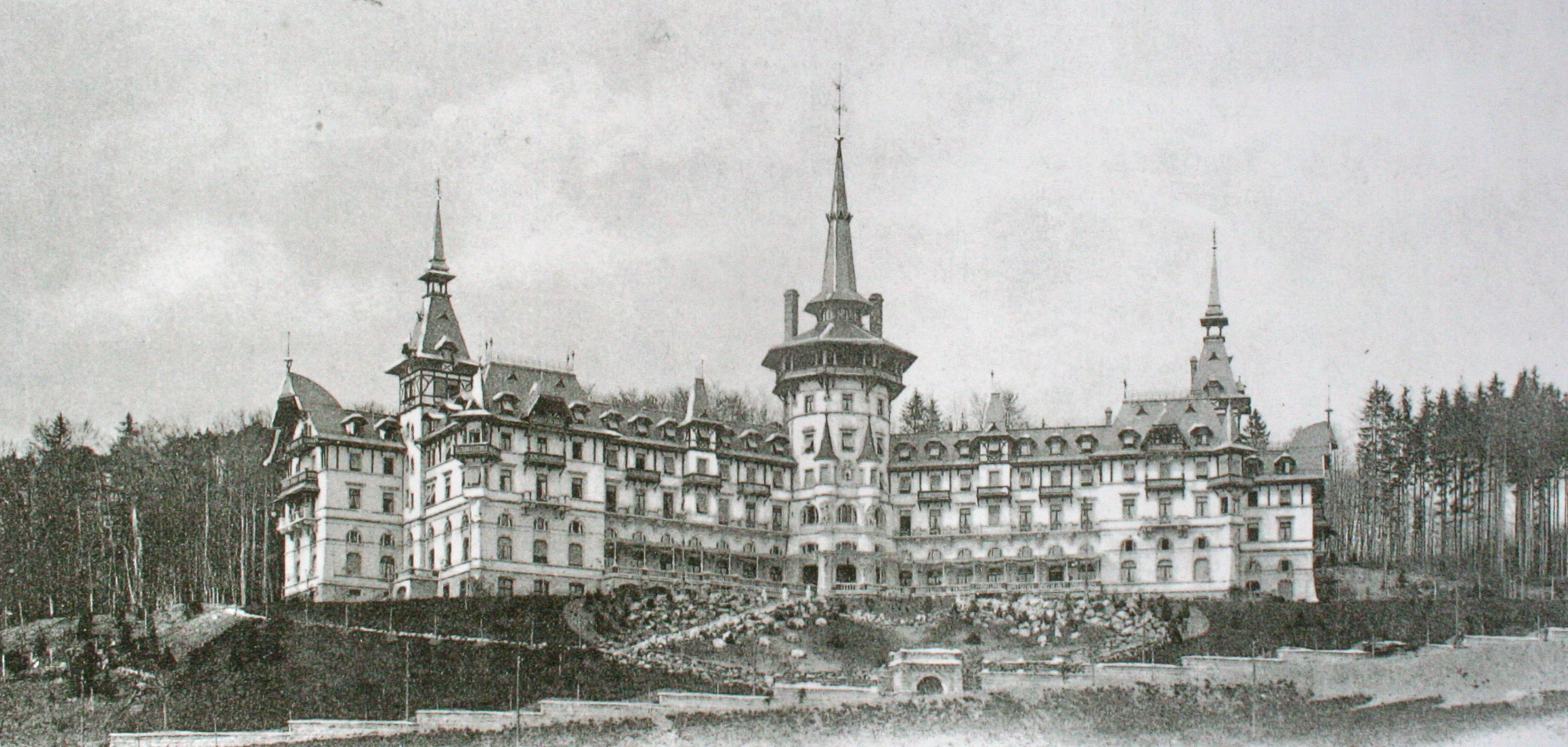
Grand Hotel Dolder 1900

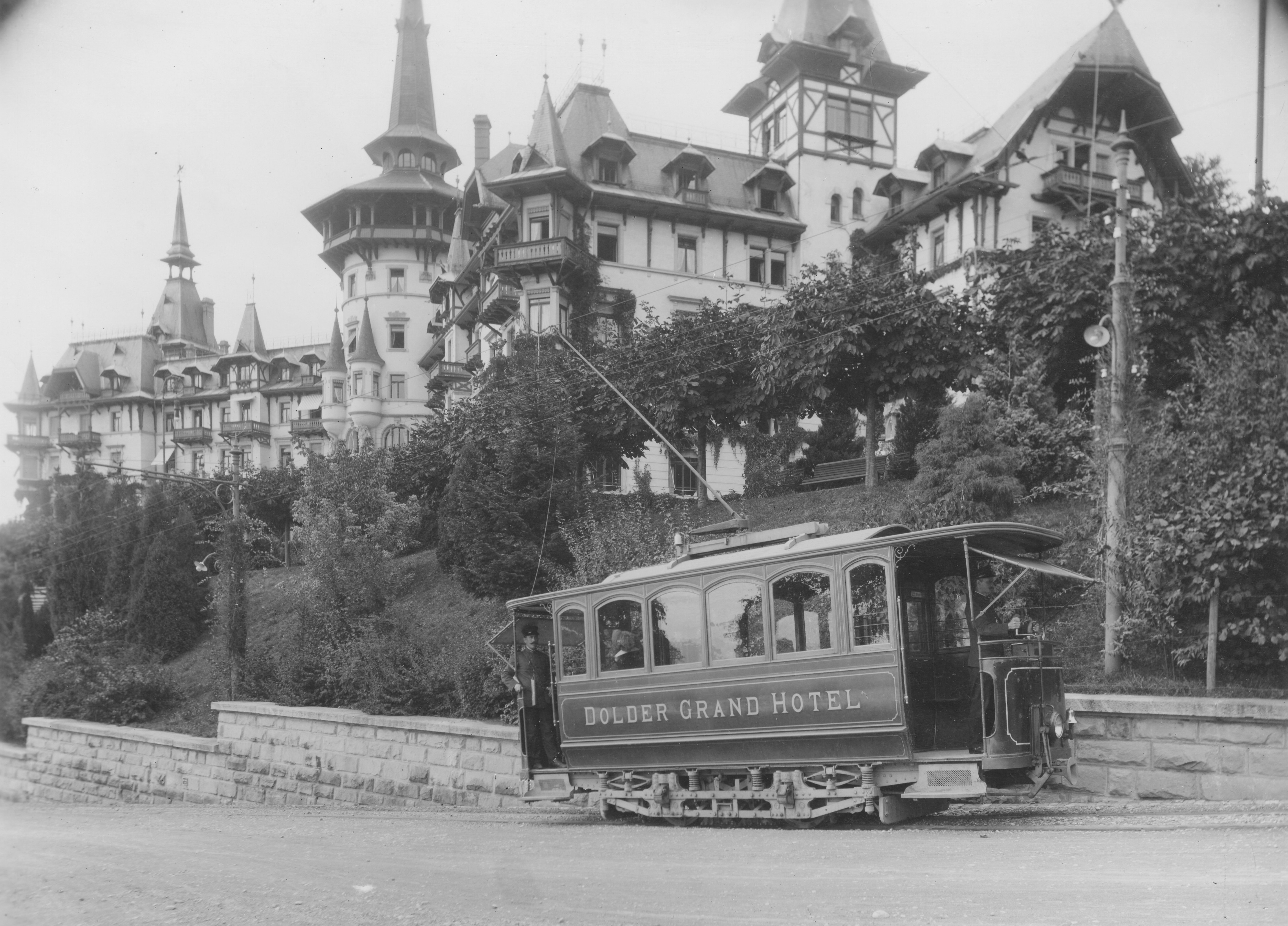
Das Dolder Grand Tram – 1905

Architekt Jacques Gros baute im damals beliebten Schweizer Holzbaustil ein Luxushotel, das Waldhausromantik und Ansprüche verwöhnter Gäste vereinte. 1899 wurde das «Dolder Grand Hotel & Curhaus» eröffnet. Das Haus bot 220 Gästen Platz und war mit Telefon, Telegraf sowie Etagenbädern ausgestattet.
Während Kunsthistoriker das Haus als «Prototyp des Kitsches» bezeichneten, wurde das «Dolder» schnell zum Treffpunkt der vornehmen Gesellschaft Zürichs und zum Schauplatz luxuriöser Bälle. Zu den Gästen gehörten Mohammad Reza Pahlavi, Haile Selassie, Albert Einstein, Yehudi Menuhin, Thomas Mann, Winston Churchill, Walt Disney, Sophia Loren und die Rolling Stones.
In den 1920er-Jahren stellte das Hotel von Saison- auf Ganzjahresbetrieb um. Gleichzeitig wurden umfassende Erweiterungsbauten erstellt: Das Hauptgebäude wurde um einen Personaltrakt erweitert und der Haupteingang von der Vorder- auf die Rückseite des Hauses verlegt. Anfang der 1960er-Jahre kam ein moderner Anbau mit 60 zusätzlichen Zimmern hinzu, womit die ursprüngliche Symmetrie des Baus von Jacques Gros verloren ging.
2001 übernahm der Unternehmer Urs Schwarzenbach die Aktienmehrheit. Im Jahre 2004 wurde das Hotel vorübergehend geschlossen, um die Bausubstanz umfassend zu renovieren.
Am 3. April 2008 wurde das von Norman Foster renovierte Hotel wieder eröffnet. Die Renovierungsarbeiten kosteten laut dem Mehrheitsaktionär Urs Schwarzenbach 440 Mio. Franken. Alle nach 1899 errichteten Gebäude wurden entfernt, das historische Hauptgebäude restauriert, und die Fassade wurde vollständig in den Ursprungszustand von 1899 zurückgesetzt. Zusätzlich wird das Hauptgebäude seitdem von zwei modernen Flügeln umgeben. Unterhalb des alten Gebäudes wurden zwei Stockwerke zugefügt.
Seit 2008 ist Heiko Nieder Küchenchef des The Restaurant, das seit 2011 mit zwei Michelinsternen ausgezeichnet wird.
Im Geschäftsjahr 2019 erzielte die Dolder Hotel AG einen Gewinn von 80'000 Franken (2018: 70'000) mit einer Zimmerauslastung von 56 % (2018: 62 %), 36'000 belegten Zimmern (2018: 39'000), 55'000 Logiernächten (2018: 59'000) und einem durchschnittlichen Zimmerpreis von 717 Franken (2018: 728 Franken). Der Gewinn ist jedoch dem Umstand geschuldet, dass Hauptaktionär Urs Schwarzenbach auf Forderungen von über 28 Millionen Franken verzichtete.